# Brachytarsophrys carinense
Brachytarsophrys carinense är en groddjursart som först beskrevs av George Albert Boulenger 1889.  Brachytarsophrys carinense ingår i släktet Brachytarsophrys och familjen Megophryidae. IUCN kategoriserar arten globalt som livskraftig. Inga underarter finns listade.